# SSAT
SSAT (Secondary School Admission Test) – test wymagany przez większość prywatnych szkół średnich (high schools) i "gimnazjów" (junior high schools) w USA; adresowany jest więc do uczniów klas 5-11 (czyli w wieku od 12 do 18 lat).
Istnieją dwa poziomy testu - wyższy (the Upper level, dla uczniów klas 8-11) i niższy (the Lower level, dla uczniów klas 5-7).
Test składa z krótkiego eseju oraz testu wielokrotnego wyboru, który dzieli się na cztery sekcje: czytanie ze zrozumieniem (reading comprehension), dwie sekcje matematyczne oraz sekcję sprawdzającą rozumienie angielskiego słownictwa (verbal section).
SSAT zdawany jest głównie w USA i Kanadzie, aczkolwiek centra egzaminacyjne rozmieszczone są w wielu krajach na całym świecie.
Jedynym polskim centrum egzaminacyjnym jest American School of Warsaw (ASW) znajdująca się w podwarszawskiej miejscowości Konstancin-Jeziorna.